# Via Ápia

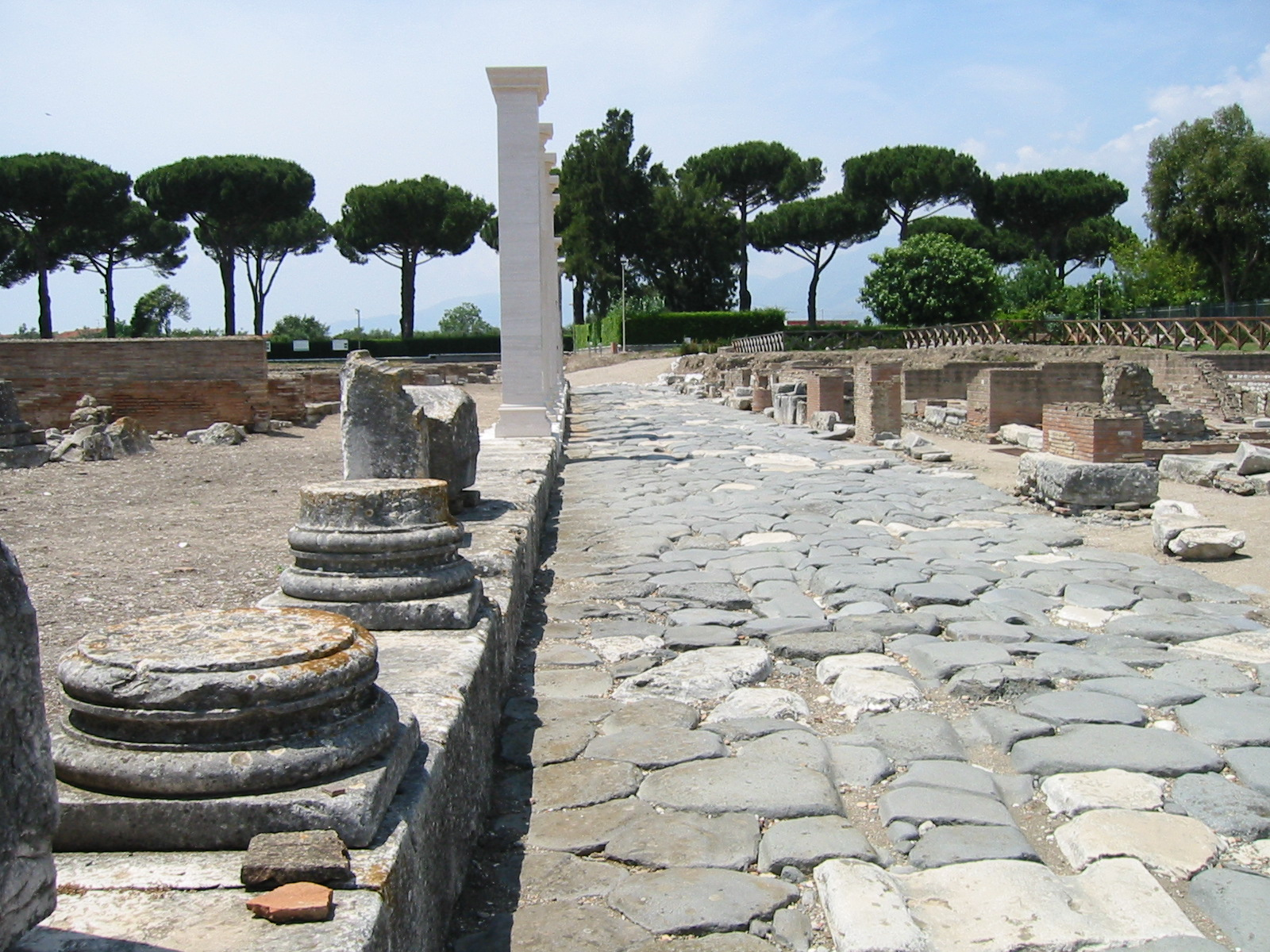
Via Ápia em Minturno

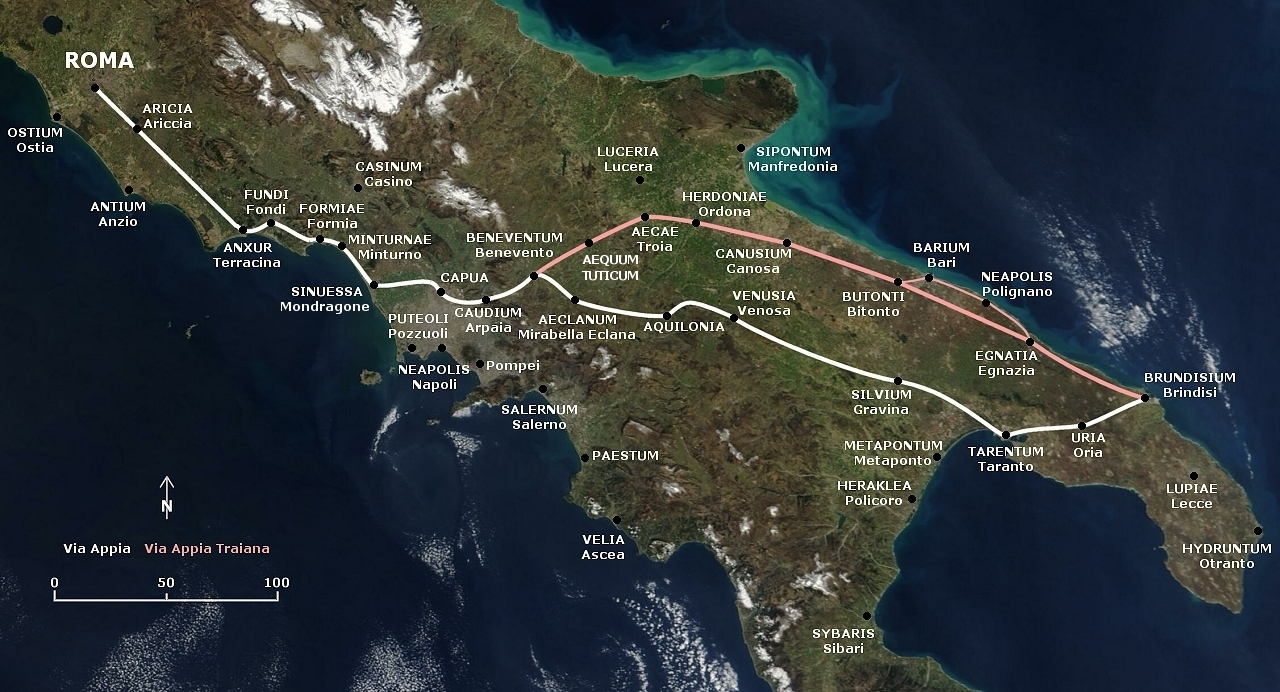
Trajeto da Via Ápia.

A Via Ápia (em latim Via Appia, em italiano Via Appia Antica) é uma das principais estradas da antiga Roma. Recebeu este nome em memória do político romano Ápio Cláudio Cego, que iniciou sua construção em 312 a.C. Inicialmente a estrada estendia-se de Roma a Cápua, numa distância de 300 quilômetros.
Posteriormente foi ampliada para passar por Benevento, Taranto, até Brindisi (264 a.C.) (no "calcanhar" da península Itálica), chegando a uma extensão de 600 quilômetros. Era chamada, em latim, de Regina Viarum (rainha das estradas).